# Vrčevo vára
Vrčevo vára (horvátul: Gradina Vrčevo) egy középkori várrom Horvátországban, a Zára megyei Gradina település határában. 

## Fekvése
Gorica falutól délnyugatra, a falu határának legmagasabb pontján, a 213 méter magasságú Gradinán található.

## Története
A független Horvát Királyság idején Vrčevo, a mai Gorica falu keleti területe a nagyobb települések közé számított, amelyet a horvát uralkodók adományaiban gyakran emlegetnek. Zvonomir király idejében Ivan Slaven goricai allódiumát a biográdi Szent János kolostornak adományozta. Később a kolostor még több földbirtokot kapott a goracai nemesektől. A horvát nemzeti dinasztia kihalása után a biogradi bencéseknek igazolniuk kellett birtoklásuk jogát, melynek 1212-ben II. András király megerősítette őket.
Vrčevo toronyvára a középkorban a Sukošanc és Turanj közötti tengerparti területet ellenőrizte. Első írásos említése 1371-ben történt. A várat a zárai Tetrić nemesi család építtette erre a környezetéből kiemelkedő, stratégiai jelentőségű pontra. A toronyvár a török invázió idején már elhagyatott volt. Az 1560-as években a dalmáciai erődöket újjáépíttető Sforza Pallavicini herceg javaslatára Vrčevót is helyreállították, hogy Zemunik előtti őrhelyként szolgáljon. A kandiai háború kitörésekor a várat hat főnyi őrséggel látták el, de Zemunik elestével Vrčevót is elfoglalta a török. Az 1573-ban megkötött békével Zemunikkal együtt török kézen maradt. Vrána és Zemunik előőrseként 16 főnyi őrséget helyeztek el benne. Leonardo Foscolo velencei hadvezér parancsára a 17. században uszkókok rohanták meg és lerombolták. A környező települések népe azt tartotta, hogy a romok boszorkányok gyülekezőhelye, ezért távoltartotta magát tőle. Mindazonáltal még 1866-ban is őrség állomásozott benne, tehát időközben újjáépítették. Jelentősége csak Bosznia okkupációja után szűnt meg, így elhagyták. Köveit nagyrészt a lakosság hordta szét.

## A vár mai állapota
Bár a lelőhelyen régészeti feltárás nem történt, már Alačević is említi 1879-ben a benkovaci vidék régiségeinek leírásában. Később a romokról L. Jelić is ír, aki azokat középkorinak, vagy újkorinak vélte. A lelőhely jelentőségét csak Š. Batović és S. Čače ismerte fel, akik nemcsak alaprajzát készítették el, de le is írták a jellemzőit. Batović a felszínen kerámiatöredékeket is talált, melyek között apuliai kerámiák is voltak, melyek a lelőhely vaskori eredetét támogatta. Részletesebb leírást közölt a lelőhelyről szóló értekezésében S. Čače. Mindkét szerző adatai elvileg többé-kevésbé egybeesnek, különös hangsúlyt fektetve a hármas koncentrikus sáncrendszerre és a jelentős kultúrréteget tartalmazó teraszok sorára. Mivel Vrčevo az ötvenes években erdősült, a növényzet lehetetlenné tette az ősi védelmi rendszer elemeinek légi vagy műholdas képek segítségével történő tanulmányozását. 
A középkori vár egy 40 méter átmérőjű, kör alakú platón állt. A plató délnyugati végében találhatók a négyszögletes torony romjai, melyek mintegy 4 méter magasan állnak. A falak 0,8 – 0,9 méter vastagok voltak és az első emelet 3,50 méter magasságban volt a talajszinttől. A földszinten, a lőrések és a bejárati ajtó kivételével, semmi mást nem lehet észrevenni, mint a nyugati falban lévő üreges kéményt. A torony a falazat és a lőrések alakja alapján a 15. században épülhetett. A régebbi épületek, amelyeknek az alapjai északi és keleti oldalon láthatók, valószínűleg a középkor közepéből származó gazdasági épületek, amelyeket valószínűleg a rogovói bencések építettek a 11. vagy a 12. században, majd a zárai Tetrić család kastélyává építették át. Ők építhették a tornyot is.